# Rijkspolitie Award
De Rijkspolitie Award was een prijs is bestemd voor personen of organisaties die op onderscheidende, verrassende of dynamische wijze een belangrijke bijdrage hebben geleverd aan de politie of de politiële bedrijfsvoering. De prijs werd op 15 februari 1988 ingesteld door de Algemeen Inspecteur van het korps rijkspolitie, de heer W.F.K.J.F. Frackers. De heer Frackers noemt in dit verband: "Het is wenselijk zogenaamd vernieuwingsdenken en -handelen, alsmede ander positief grensverleggend gedrag ten behoeve van de politie-organisatie in Nederland, in het bijzonder het korps rijkspolitie, te stimuleren en te bevorderen." De Rijkspolitie Award wordt jaarlijks omstreeks 1 februari door de Algemeen Inspecteur uitgereikt. De Rijkspolitie Award bestaat uit een beeldje, een oorkonde en een officieel besluit.
Met het opgaan van de gemeentepolitiekorpsen en de rijkspolitie, in april 1994, in regionale politie en het korps landelijke politiediensten (klpd) verdween ook de Rijkspolitie Award.

## Commissie
Iedereen heeft de mogelijkheid aan de Algemeen Inspecteur aanbevelingen te doen. Deze aanbevelingen dienen jaarlijks voor 1 september schriftelijk bij hem ingediend te worden. De Commissie Rijkspolitie Award brengt daarna binnen drie maanden haar gemotiveerde voordrachten uit aan de Algemeen Inspecteur. Op 15 februari 1988 wordt de Commissie Rijkspolitie Award ingesteld.

## Uitreikingen
Voor het eerst werd in 1988 de prijs – symbolisch – aan de Commissaris der Koningin in de provincie Zeeland, de heer dr. C. Boertien, uitgereikt, daar het een bronzen beeldje betreft dat een wachtmeester van het korps rijkspolitie voorstelt ten tijde van de watersnood die met name Zeeland in 1953 trof. Het beeldje is representatief voor het korps rijkspolitie en zijn geschiedenis. Gedurende de watersnood hebben duizenden rijkspolitie-ambtenaren daadwerkelijk geholpen bij de redding en de evacuatie van mensen, dieren en goederen en het bergen van de honderden slachtoffers. De prijs werd uitgereikt door de heer Frackers.
Op vrijdag 11 november 1988 vond de uitreiking van de Rijkspolitie Award plaats in het gemeentehuis van Zierikzee. De Rijkspolitie Award staat in de vergaderzaal van Gedeputeerde Staten in het Provinciehuis van Zeeland te Middelburg.
Op 13 september 1989 werd in Kasteel Heeswijk (bij Heeswijk-Dinther) de tweede Rijkspolitie Award uitgereikt. De heer Frackers reikte de bronzen wachtmeester uit aan adjudant H.L.J. (Hennie) Effting, commandant van de groep Schijndel. Hij kreeg deze onderscheiding voor zijn grote en enthousiaste inzet voor zijn landgroep, de dienstcommissie van het district 's-Hertogenbosch en de algemene dienstcommissie van het korps rijkspolitie.
Op woensdag 2 mei 1990 ontving in de Waalse Kerk in Den Haag de voormalige minister van Justitie, de heer mr. F. Korthals Altes de Rijkspolitie Award. Hij kreeg deze onderscheiding voor diens bijzondere wijze waarop hij zich voor de Nederlandse politie heeft ingezet. De Algemeen Inspecteur, de heer Frackers, reikte in een feestelijke bijeenkomst de Rijkspolitie Award uit. Mr. F Korthals Altes was minister van Justitie van 4 november 1982 tot 7 november 1989.
Op vrijdag 3 mei 1991 werd voor de vierde keer de Rijkspolitie Award uitgereikt in "De Grote Hegge" te Thorn (Limburg). De prijs werd toegekend aan de heer E.A.M. (Ernest) Vermathen, hoofd administratie van de groep Horst van het district Limburg van het korps rijkspolitie. Hij nam eind 1988 het initiatief om twintig gehandicapten in dienst te nemen in administratieve en technische functies binnen het korps. Daarbij werd ook voorzien in de begeleiding op de werkplek, scholing en verdere loopbaanontwikkeling. De prijs werd uitgereikt door de heer J.E. de Wijs, die op 1 december 1990 de heer W.F.K.J.F. Frackers had opgevolgd als Algemeen Inspecteur.
Op 22 oktober 1991 vond voor vijfde keer de uitreiking van de Rijkspolitie Award plaats. Dit keer toegekend aan het televisieprogramma Opsporing Verzocht, een coproductie van de AVRO, Justitie en politie, op grond van het feit dat dit programma al jarenlang een belangrijke bijdrage levert aan de opheldering van ernstige delicten. De uitreiking vond plaats in de Rechercheschool van Zutphen. De Algemeen Inspecteur De Wijs reikte de Rijkspolitie Award uit aan de eindredacteur van het programma, Will Simon. Bij deze plechtigheid is de directeur van de AVRO, de heer Gerard Wallis de Vries aanwezig. Ook de minister van Justitie, de heer mr. dr. E.M.H. Hirsch Ballin, is aanwezig.
De zesde Rijkspolitie Award werd uitgereikt aan Prof. dr. C.J.C.F. (Cyrille) Fijnaut. De criminoloog is hoogleraar aan de Katholieke Universiteit Brabant (tegenwoordig: Universiteit van Tilburg). Fijnaut kreeg deze onderscheiding voor zijn onderscheidende en dynamische wijze geleverde bijdragen ten voordele van de politie. De uitreiking vond plaats op 18 februari 1993 in een van de zalen in hetzelfde gebouw als de Ridderzaal op Het Binnenhof te 's-Gravenhage.
Met de uitreiking van de zesde Rijkspolitie Award was de heer Fijnaut de laatste die hem kreeg.

## Zevende Rijkspolitie Award
Er is nog een 'zevende Rijkspolitie Award', na het rijkspolitietijdperk, uitgereikt. Op persoonlijk initiatief van de heer Frackers heeft hij een Rijkspolitie Award aan het Watersnoodmuseum gegeven. Dit beeldje is te beschouwen als een museumstuk, aangezien de 'zevende Rijkspolitie Award' niet voldeed aan de destijds geformuleerde criteria voor uitreiking van de prijs. Een exemplaar bleek nog in voorraad te zijn bij de toenmalige secretaris van de Commissie Rijkspolitie Award. De heer Frackers heeft zich altijd zeer verbonden gevoeld met "het water" en de "de watersnoodramp van 1953". Deze laatste gebeurtenis heeft de heer Frackers nadrukkelijk toe bewogen om naar de politie te gaan. Op dinsdag 17 augustus 2004 heeft Inspecteur-Generaal, buiten dienst, W.F.K.J.F. Frackers de Rijkspolitie Award uitgereikt aan de voorzitter van het bestuur van het Watersnoodmuseum te Ouderkerk, de heer Jaap Schoof. Met de uitreiking van de Rijkspolitie Award wordt zichtbaar gemaakt de rol die de rijkspolitie had in die periode. Ook was aanwezig de burgemeester van Schouwen-Duiveland, de heer Asselbergs.

## Beeldje
De Rijkspolitie Award is ontworpen en gemaakt door Jean en Marianne Bremers uit Helvoirt (Noord-Brabant). Het bronzen beeld stelt een wachtmeester van de rijkspolitie voor ten tijde van de watersnood in 1953. Het beeld is 30 centimeter groot en weegt ongeveer 3,2 kilogram. Bij de Rijkspolitie Award hoort een oorkonde. Deze heeft het formaat van A4 (liggend model). De oorkonde werd ondertekend door de Inspecteur-Generaal (Algemeen Inspecteur) en aan de linkerzijde onderaan is een zegel met het stempel van het korps rijkspolitie.